# SZK WIT Georgia Tbiliszi
Az SZK WIT Georgia Tbiliszi (grúz nyelven: საფეხბურთო კლუბი ვიტ ჯორჯია თბილისი, magyar átírásban: Szapehburto Klubi VIT Dzsordzsia Tbiliszi) egy grúz labdarúgócsapat, székhelye Tbilisziben található. A grúz labdarúgó-bajnokság első osztályában szerepel, hazai mérkőzéseit a fővárostól 20km-re fekvő mchetai Armazisz Stadionban játssza. Kétszeres grúz bajnok, jelenleg címvédő.
A csapat nevét a főszponzor amerikai WIT Ltd. grúz leányvállalatáról kapta (WIT Georgia Ltd).

## Korábbi nevei
- 1968–1992: Morkinali Tbiliszi
- 1992–1998: SZK Morkinali Tbiliszi

1998 óta jelenlegi nevén szerepel.

## Sikerei
- Grúz bajnok

2 alkalommal (2004, 2009)
- Grúzkupa-győztes

1 alkalommal (2010)